# Sárgásbarna galambgomba
A sárgásbarna galambgomba (Russula mustelina) az Agaricomycetes osztályának galambgomba-alkatúak (Russulales) rendjébe, ezen belül a galambgombafélék (Russulaceae) családjába tartozó, főleg hegyvidéki fenyvesekben élő, ehető faj.

## Megjelenése
Nagyra növő gomba, hegyvidéki fenyvesek talaján tenyészik egyenként. Kalapja sárgásbarna, agyagszínű, vagy enyhén vöröses. Kezdetben domború, majd szétterül, az öregebb példányoké bemélyedő, széle bordázott. Jellemző átmérője 6 – 10 cm.
Lemezei fehérek, esetleg barnás árnyalatúak, gyakran barnásan foltosak. Tönkje fehér, kezdetben kemény, tömör, az öregebb példányoké puhább, szivacsos tapintású. Húsa vágás, sérülés esetén gyengén barnul, Nyersen íze a dióra emlékeztet. Hátránya, hogy hamar kukacosodik.

## Összetéveszthetősége
Összetéveszthető a többnyire lomberdőben termő ízletes galambgombával (Russula alutacea), amely szintén ehető. Mérgező gombafajtával nemigen téveszthető össze.